# Santiago Méndez de Vigo
Santiago Méndez de Vigo y García de San Pedro (Oviedo, Astúries, 25 de juliol de 1790 - Madrid, 19 de gener de 1860) va ser un militar, polític i Governador de Puerto Rico (1841-1844).

## Biografia
Fill de Manuel Mendez de Vigo i de Vicenta Garcia de San Pedro, va participar en la Guerra del francès com a capità del regiment d'infanteria de Covadonga on va combatre a la frontera entre Astúries i la província de Lleó, així com al puerto de Pajares, Cabezón de la Sal, Covadonga, Medina del Campo i Alba de Tormes. En 1810 es va traslladar al regiment d'Infiesto, participant en tota la campanya cap al sud per Castella i Lleó i Extremadura, fins a Tarifa, aconseguint el grau de tinent coronel i sent distingit com Benemérit de la Pàtria. El 1813 i des del sud de la península Ibèrica va seguir les operacions per a l'expulsió de l'exèrcit francès des d'Andalusia, Castella-la Manxa, província de València, Aragó i Catalunya. En 1814, al capdavant del regiment de Granaders va seguir combatent, passant a França per Irun. En acabar la guerra va ascendir a coronel.
Casat en 1817 amb Ana Isabel Pérez Osorio y Zayas, es va retirar a Sevilla a viure en 1826. En 1834 va ser destinat a la Plana Major de Comandament del Ministeri de la Guerra. Després de la mort de Ferran VII va ser promogut a Comandant general de la Guàrdia Real per la regent Maria Cristina. Amb el primer regiment de la Guàrdia Reial va participar en el bàndol cristino en la Primera Guerra Carlina, fonamentalment a Navarra, sent destacada la seva tasca en l'aixecament del primer Setge de Bilbao (1835), l'acció de la Venda d'Echavarri i altres, per les que va merèixer l'ascens a general.
En 1836 va ocupar breument la cartera de Guerra. Va haver d'intervenir en el motí de la Granja de Sant Ildefonso retornant personalment a Maria Cristina, regent, a Madrid. Va participar també en la segona guerra carlina i en la derrota de l'Expedició Reial del pretendent carlista. En 1845 va ser designat senador vitalici, càrrec que va ocupar fins a la seva mort.
Entre 1840 i 1844 va ser nomenat Governador de Puerto Rico, època en la qual va fundar el poble de Santa Isabel i la Casa de Beneficència a San Juan. També va col·laborar en la recuperació del poble de Mayagüez després del foc de 1841 i va facilitar la reorganització de la Societat Econòmica d'Amics del País. També va crear la Comissió Directiva de Camins i Canals; va patrocinar un projecte per crear un cos de bombers; prohibir els jocs d'atzar; va autoritzar la reconstrucció de la carretera de la Capital a Martín Peña; va reparar la Caserna de les Milícies i l'empedrat de la Capital.